# Jonathan Dellarossa
Jonathan Dellarossa (El Tío, Córdoba, Argentina; 18 de enero de 2000) es un futbolista argentino que se desempeña como delantero y juega en el Club Atlético Atlanta, de la Primera Nacional de Argentina.

## Trayectoria
Surgido de las inferiores de Instituto de Córdoba, Jonathan Dellarossa debutó profesionalmente el 23 de junio de 2021, en el empate 1 a 1 frente a Guillermo Brown, por el partido correspondiente a la fecha 13 del Campeonato de Primera Nacional 2021.
Para 2023 es cedido a préstamo a Chaco For Ever de la Primera Nacional, donde permaneció dos años en la institución, y realizó 13 goles y 4 asistencias en 54 partidos disputados.
Para la segunda mitad de 2025 se une a préstamo a Atlanta, para disputar el Campeonato de Primera Nacional 2025.

## Estadísticas

### Clubes
Actualizado hasta su último partido disputado el 6 de julio de 2025.
| Club                           | Div.          | Temporada     | Liga  | Liga  | Liga   | Copas nacionales | Copas nacionales | Copas nacionales | Torneos internacionales | Torneos internacionales | Torneos internacionales | Total | Total | Total  |
| Club                           | Div.          | Temporada     | Part. | Goles | Asist. | Part.            | Goles            | Asist.           | Part.                   | Goles                   | Asist.                  | Part. | Goles | Asist. |
| ------------------------------ | ------------- | ------------- | ----- | ----- | ------ | ---------------- | ---------------- | ---------------- | ----------------------- | ----------------------- | ----------------------- | ----- | ----- | ------ |
| Instituto de Córdoba Argentina | 2.ª           | 2021          | 3     | 0     | 0      | —                | —                | —                | —                       | —                       | —                       | 3     | 0     | 0      |
| Instituto de Córdoba Argentina | 2.ª           | 2022          | 11    | 1     | 1      | —                | —                | —                | —                       | —                       | —                       | 11    | 1     | 1      |
| Instituto de Córdoba Argentina | 1.ª           | 2023          | 1     | 0     | 0      | —                | —                | —                | —                       | —                       | —                       | 1     | 0     | 0      |
| Instituto de Córdoba Argentina | 1.ª           | 2025          | 9     | 0     | 1      | —                | —                | —                | —                       | —                       | —                       | 9     | 0     | 1      |
| Instituto de Córdoba Argentina | Total club    | Total club    | 24    | 1     | 2      | 0                | 0                | 0                | 0                       | 0                       | 0                       | 24    | 1     | 2      |
| Chaco For Ever Argentina       | 2.ª           | 2023          | 20    | 3     | 1      | 3                | 2                | 0                | —                       | —                       | —                       | 23    | 5     | 1      |
| Chaco For Ever Argentina       | 2.ª           | 2024          | 31    | 8     | 3      | —                | —                | —                | —                       | —                       | —                       | 31    | 8     | 3      |
| Chaco For Ever Argentina       | Total club    | Total club    | 51    | 11    | 4      | 3                | 2                | 0                | 0                       | 0                       | 0                       | 54    | 13    | 4      |
| C. A. Atlanta Argentina        | 2.ª           | 2025          | 4     | 1     | 1      | —                | —                | —                | —                       | —                       | —                       | 4     | 1     | 1      |
| C. A. Atlanta Argentina        | Total club    | Total club    | 4     | 1     | 1      | 0                | 0                | 0                | 0                       | 0                       | 0                       | 4     | 1     | 1      |
| Total carrera                  | Total carrera | Total carrera | 79    | 13    | 7      | 3                | 2                | 0                | 0                       | 0                       | 0                       | 82    | 15    | 7      |
| 1.                             |               |               |       |       |        |                  |                  |                  |                         |                         |                         |       |       |        |